# August Osterrieth

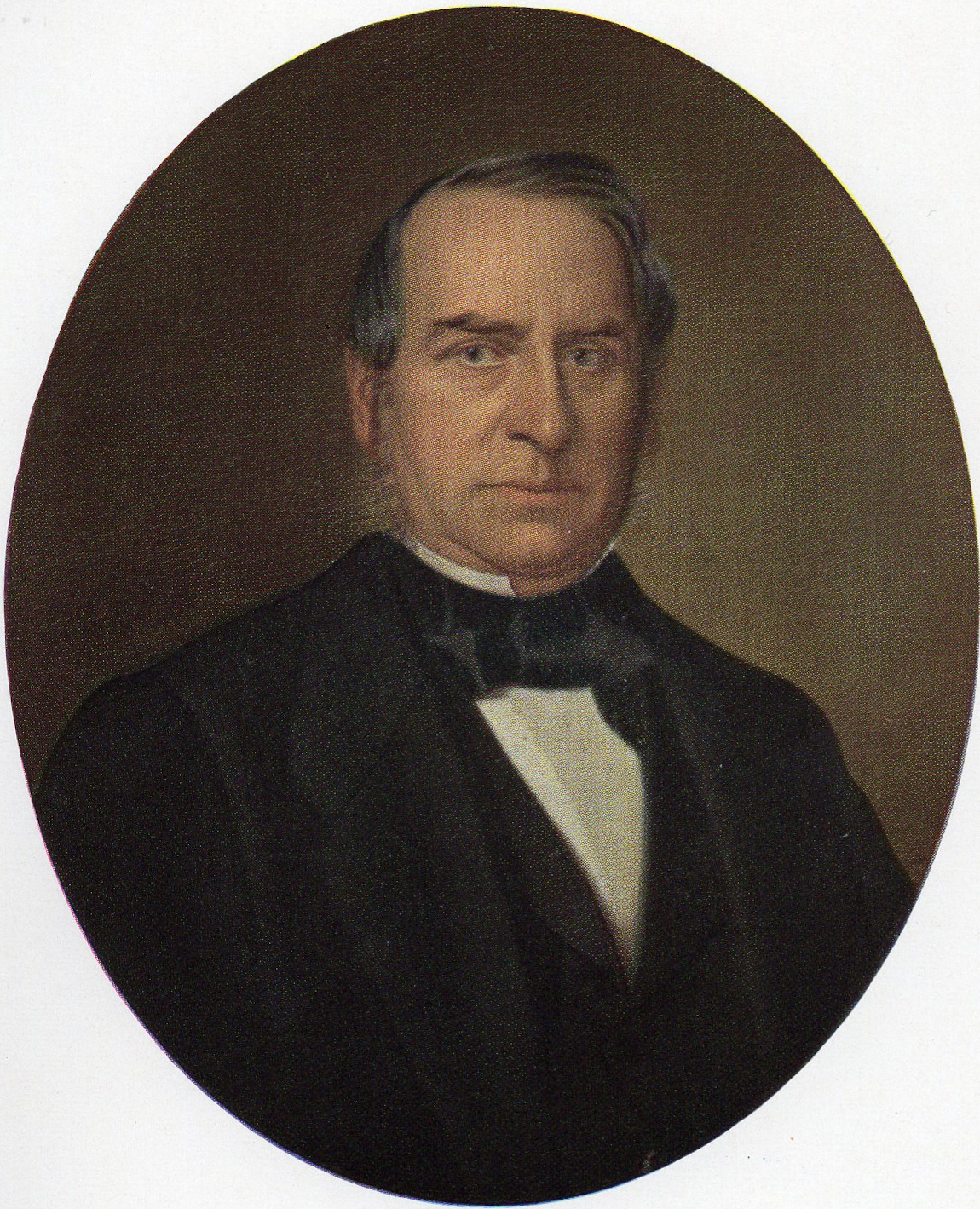
August Osterrieth

Jacob Ludwig Daniel August Osterrieth (* 11. Februar 1808 in Frankfurt am Main; † 2. April 1868 ebenda) war Druckereibesitzer, Verleger und Politiker.
August Osterrieth war der Sohn des Seniors der Frankfurter Handelskammer Samuel Friedrich Osterrieth und dessen Ehefrau Elise Osterrieth geborene D’Orville. Er betrieb eine Buchdruckerei, Steindruckerei und Buchbinderei in der Freien Stadt Frankfurt unter der Adresse Zeil 116. 1833 erwarb seine zu diesem Zeitpunkt verwitwete Mutter, Elise Osterrieth geborene D’Orville, die Verlagsbuchhandlung seines Schwagers Wilhelm Ludwig Wesché und übertrug diese ihrem Sohn. Damit erweiterte Osterrieth sein Geschäftsfeld. Er war unter anderem Herausgeber der Frankfurter Postzeitung. Von 1856 bis 1861 war er zusätzlich Eigentümer des Verlags G. F. Kettembeil (Frankfurt am Main).
Osterrieth heiratete am 26. August 1833 in Leipzig Emma geborene Hohlberg (1811–1870). Aus der Ehe gingen vier Kinder (August, Elisabeth, Edouard und Jenny) hervor. Die Söhne Edouard Osterrieth (1848–1901) und August Osterrieth-Laurin führten die väterliche Druckerei fort.
Osterrieth war auch politisch tätig. Er war 1856 bis 1860 Mitglied und 1860 Vizepräsident des Gesetzgebenden Körpers der Freien Stadt Frankfurt. 1857 bis zum Ende der freien Stadt 1866 gehörte er der Ständigen Bürgerrepräsentation an.